# Iniciativa de Cooperação Regional para a eliminação do Exército de Resistência do Senhor
A Iniciativa de Cooperação Regional para a eliminação do Exército de Resistência do Senhor (em inglês:  Regional Cooperation Initiative for the elimination of the LRA, RCI-LRA)  com seu braço militar, a Força-Tarefa Regional da União Africana (em inglês:  African Union Regional Task Force, AU-RTF ou RTF) foi uma operação multinacional para combater o Exército de Resistência do Senhor (Lord's Resistance Army, LRA).  Em 22 de novembro de 2011, o Conselho de Paz e de Segurança da União Africana (UA) autorizou a RCI-LRA com o mandato de "reforçar as capacidades operacionais dos países afetados pelas atrocidades do LRA, criar um ambiente propício à estabilização das áreas afetadas, livre das atrocidades do LRA e facilitar a entrega de ajuda humanitária às áreas afetadas." As Nações Unidas forneceram apoio logístico, a União Europeia e a União Africana contribuíram com financiamento adicional e os Estados Unidos forneceram apoio militar e estratégico não-combatente.
As operações começaram na África central em março de 2012. As operações militares da RTF efetivamente terminaram em meados de 2017 com a retirada das tropas de Uganda e dos Estados Unidos, e a União Africana encerrou oficialmente a RCI-LRA em 20 de setembro de 2018.

## Antecedentes
Em novembro de 2011, o Conselho de Paz e de Segurança da União Africana (UA) autorizou uma Iniciativa de Cooperação Regional para a eliminação do Exército de Resistência do Senhor (às vezes referido como RCI-LRA). O chamado Exército de Resistência do Senhor é um grupo bárbaro originário do norte de Uganda e responsável por assassinatos generalizados, tortura, rapto de crianças, escravidão sexual e recrutamento forçado de crianças 'soldados'. O grupo havia sido expulso de Uganda e percorria áreas remotas do (atualmente) Sudão do Sul, República Democrática do Congo e República Centro-Africana.
Antes da formação da AU-RTF, Uganda havia conduzido incursões militares na República Democrática do Congo, visando campos do grupo (Ofensiva de Garamba em 2008–2009). Mais notavelmente a Operação Lightning Thunder, lançada em 14 de dezembro de 2008, onde ocorreu o bombardeio aéreo do principal acampamento do Exército de Resistência do Senhor no Parque nacional da Garamba, República Democrática do Congo. Isso foi seguido por tropas terrestres que vasculharam antigos campos rebeldes.
Em julho de 2005, o Tribunal Penal Internacional emitiu mandados de prisão contra o fundador e líder do Exército de Resistência do Senhor, Joseph Kony, juntamente com quatro de seus principais líderes. Destes, Raska Lukwiya foi morto em 12 de agosto de 2006, e o vice-líder Vincent Otti foi executado por um pelotão de fuzilamento, por ordem de Kony, em 2 de outubro de 2007. Assim, na época em que a Força-Tarefa Regional da UA foi formada, Joseph Kony, Okot Odhiambo e Dominic Ongwen ainda permaneciam foragidos.

## Organização
A RCI-LRA foi planeada para incluir três elementos: um Mecanismo de Coordenação Conjunta, presidido pelo Comissário da UA para a Paz e Segurança e composto pelos Ministros da Defesa dos quatro países afetados (Uganda, Sudão do Sul, República Democrática do Congo e República Centro-Africana); um Quartel-General da Força-Tarefa Regional; e, terceiro, a Força-Tarefa Regional (AU-RTF) de até 5.000 soldados dos quatro países.
A AU-RTF tomou forma em setembro de 2012, quando 360 soldados das Forças Armadas Centro-Africanas (FACA) foram “cedidos” à Força-Tarefa em Obo na República Centro-Africana. Dias depois, em 18 de setembro de 2012, mais 2.000 soldados de Uganda e 500 soldados do Sudão do Sul foram “cedidos” em Yambio, no Sudão do Sul. Em 13 de fevereiro de 2013, quinhentos soldados congoleses de um batalhão de infantaria leve em Dungu foram adicionados à RTF. Isso elevou a força para 3.350 (de uma força total autorizada de 5.000) e completou os três setores previstos com bases em Dungu (República Democrática do Congo), Obo (República Centro-Africana) e Nzara (Sudão do Sul). O quartel-general da força situava-se em Yambio, no Sudão do Sul. O primeiro Comandante da Força foi o Coronel de Uganda, depois Brigadeiro Dick Olum (da Força de Defesa Popular de Uganda) e o Vice-Comandante da Força foi o Coronel Gabriel Ayok Akuok (das Forças Armadas do Sudão do Sul).

## Envolvimento dos Estados Unidos
As Forças Especiais dos Estados Unidos, desde 2010, auxiliam as forças de Uganda em suas operações contra o Exército de Resistência do Senhor na República Democrática do Congo e na República Centro-Africana. Estas forças continuaram a ajudar a AU-RTF até ao início de 2017. Mas, em março de 2017, foi relatado que as operações estadunidenses logo chegariam ao fim depois que o Exército de Resistência do Senhor foi reduzido a um ponto de 'irrelevância'.